# Hr.Ms. Java
Hr.Ms. Java – holenderski krążownik lekki z okresu międzywojennego i II wojny światowej, główny okręt typu Java, w służbie od 1925, zatopiony w bitwie na Morzu Jawajskim 27 lutego 1942.

## Historia powstania
Stępkę pod budowę krążownika „Java” położono 31 maja 1916 w stoczni Koninklijke Maatschappij de Schelde NV we Vlissingen w Holandii. Nazwa okrętu oraz typu, do którego należał pochodziła od wyspy Holenderskich Indii Wschodnich – Jawy. Okręty miały być budowane według niemieckiego projektu stoczni Germaniawerft Kruppa i z niemiecką pomocą, lecz prowadzące w tym czasie wojnę Niemcy zaprzestały dostarczania materiałów i budowa krążowników przeciągnęła się. Po zakończeniu I wojny światowej, po kilkuletnich wahaniach co do losu okrętów, Holendrzy zdecydowali ukończyć ich budowę z niewielkimi ulepszeniami w stosunku do projektu. „Javę” wodowano 9 sierpnia 1921. Próby morskie prowadzone były m.in. latem 1924. Ostatecznie okręt wszedł do służby dopiero 1 maja 1925. W tym czasie projekt nie był już nowoczesny, mając m.in. przestarzałe pojedyncze rozmieszczenie dział głównego kalibru.

## Służba

### Okres międzywojenny

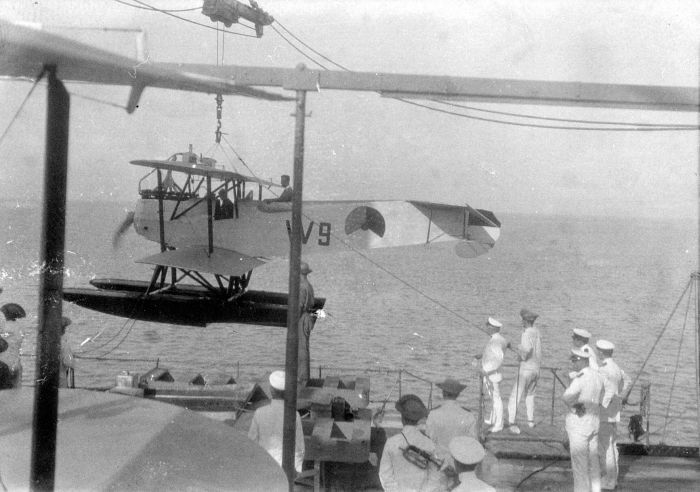
Wodnosamolot Van Berkel W-A (kopia Hansa-Brandenburg W.12) na pokładzie holenderskiego krążownika "Java"; 30 czerwca 1929

Pierwszą podróż okręt odbył w lipcu 1925 do Szwecji i Norwegii, po czym 14 października wyruszył przez Kanał Sueski do docelowych Holenderskich Indii Wschodnich, gdzie przybył 28 listopada. Przebywał tam do 1937 jako okręt flagowy floty kolonii, odbywając też podróże do portów Azji. Od listopada 1928 do stycznia 1929 odwiedził Filipiny, Chiny i Japonię, wziął udział m.in. w rewii koronacyjnej cesarza Hirohito (4 grudnia 1928 w Jokohamie), a od września do grudnia 1930 odwiedził Australię i Nową Zelandię. Na początku lutego 1933 krążownik „Java” wraz z mniejszymi okrętami ścigał, a 10 lutego przechwycił pancernik obrony wybrzeża „De Zeven Provinciën”, uprowadzony przez zbuntowaną indonezyjską część załogi.  W czerwcu 1934 okręt uczestniczył w uroczystościach pogrzebowych japońskiego admirała Heihachirō Tōgō.

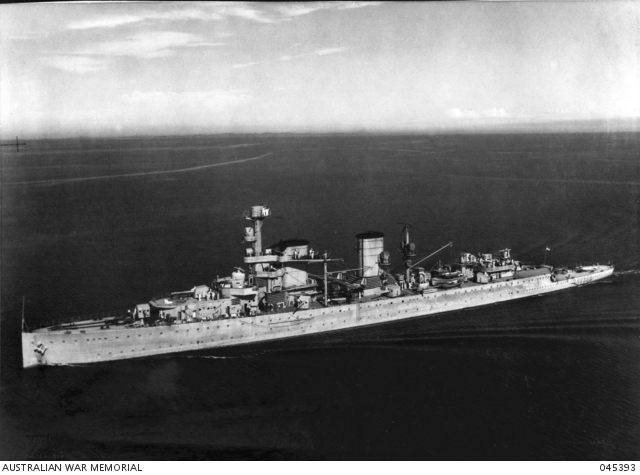
„Java” po modernizacji

Na wiosnę 1937 powrócił do Holandii, patrolował w ramach Komitetu Nieinterwencji wokół ogarniętej wojną domową Hiszpanii (od 27 kwietnia do 4 maja 1937 w Cieśninie Gibraltarskiej). W dniach 17–22 maja 1937 brał udział w rewii koronacyjnej króla Wielkiej Brytanii Jerzego VI w Spithead. Po trwającym pół roku remoncie z modernizacją w Holandii, ukończonym 3 stycznia 1938, przez krótki okres w lutym patrolował wzdłuż wybrzeża Hiszpanii, po czym 4 maja ponownie został skierowany do Holenderskich Indii Wschodnich. 13 października 1938 miał niegroźną kolizję z niszczycielem „Piet Hein”.

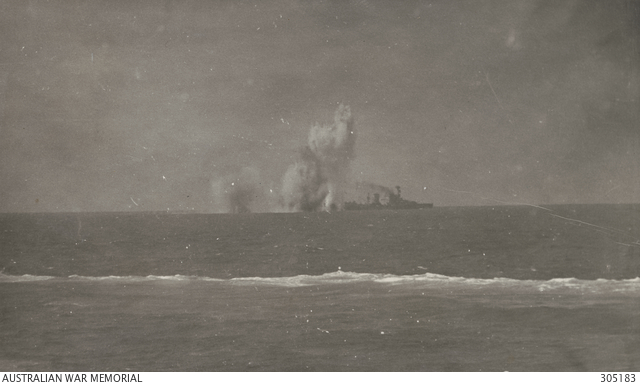
„Java” pod bombami, 15 lutego 1942

### II wojna światowa
Po niemieckim ataku i przystąpieniu Holandii do wojny po stronie aliantów, 10 maja 1940, marynarze „Javy” zajęli niemieckie statki „Bitterfeld” (7659 BRT), „Wuppertal” (6737 BRT) i „Rheinland” (6622 BRT) przebywające w Padangu (według innych źródeł, statek „Franken”, 7789 BRTA). Od 27 kwietnia 1940 dowódcą był kmdr por., później kmdr Philippus van Straelen. Od stycznia 1941 okręt eskortował statki i konwoje w Azji Południowo-Wschodniej, z innymi okrętami alianckimi. Intensywność działań wzmogła się po przystąpieniu Japonii do wojny 8 grudnia 1941. Krążownik pełnił wówczas głównie służbę konwojową w rejonie Singapuru i cieśniny Sunda. 
13 lutego 1942 wszedł w skład Zespołu Uderzeniowego (Striking Force) międzynarodowych sił alianckich ABDA, dowodzonego przez kontradmirała Karela Doormana. 15 lutego zespół wyruszył w celu przechwycenia japońskich transportowców w pobliżu wyspy Bangka, lecz operacja nie powiodła się wobec ataku japońskiego lotnictwa pokładowego, skutecznie odpartego. W nocy z 19 na 20 lutego okręt w składzie pierwszego zespołu zaatakował japońskie niszczyciele i transportowiec w cieśninie Badung koło Bali, jednakże mimo przewagi aliantów, bitwa w cieśninie Badung zakończyła się niepowodzeniem. Hr.Ms. „Java” uszkodził transportowiec, sam otrzymując jedno niegroźne trafienie w rufę. 27 lutego 1942 okręt wraz z innymi jednostkami sił ABDA wziął udział w bitwie na Morzu Jawajskim z japońskimi krążownikami i niszczycielami, podczas której o godz. 23:32 został trafiony jedną torpedą przez japoński ciężki krążownik "Nachi". Doszło do wybuchu amunicji na rufie i po ok. 20 minutach okręt zatonął z większością załogi i dowódcą ok. 35 mil morskich na północny zachód od wyspy Bawean (pozycja 6°00′01″S 112°05′00″E/-6,000278 112,083333). Zginęło 512 (lub 504) z 525 lub 526 osób załogi.
1 grudnia 2002 zlokalizowano wrak „Javy”, leżący na głębokości 69 m. W 2016 roku odkryto, że wrak „Javy”, uznany za grób morski, został nielegalnie złomowany pod wodą.

## Dane techniczne

### Uzbrojenie i wyposażenie
- 10 pojedynczych dział 150 mm Krupp No.6 lub Bofors, osłoniętych maskami pancernymi
  - długość lufy L/50 (50 kalibrów), kąt podniesienia – 29°, donośność maksymalna 16 700 m, masa pocisku 46 kg, faktyczny kaliber: 149,1 mm
- 4 pojedyncze działa przeciwlotnicze 75 mm (do 1934–35)
- 4 automatyczne działka przeciwlotnicze 40 mm Bofors – podwójnie sprzężone (od 1937[3])
- 4–6 wkm plot 12,7 mm
- 2 wodnosamoloty Fokker C.XI-W

### Opancerzenie
- pas burtowy: 75 mm (wymiary 120x3,2 m)
- wewnętrzny pokład pancerny: 25 mm (poziomy) – 50 mm (na skosach)
- maski dział artylerii głównej: 100–25 mm
- stanowisko dowodzenia: 125–100 mm